# Keiss
Keiss, schottisch-gälisch Cèis, ist eine Ortschaft in der schottischen Council Area Highland. Historisch lag sie in der traditionellen Grafschaft Caithness. Sie liegt etwa zehn Kilometer nördlich von Wick und 24 Kilometer südöstlich von Thurso an Sinclair’s Bay (auch Keiss Bay).

## Geschichte
Die Umgebung von Keiss ist reich an Spuren historischer Besiedlung. Mit den Brochs Castle Linglas, dem Keiss Broch, dem Whitegate Broch und dem Kirk Tofts Broch befinden sich vier vermutlich eisenzeitliche Ruinen in direkter Umgebung. Das heute als Ruine erhaltene Keiss Castle am Nordrand der Ortschaft stammt aus dem 16. Jahrhundert. Am Standort wurde im mittleren 18. Jahrhundert das Herrenhaus Keiss House (auch Keiss Castle) errichtet. Die Keiss Parish Church wurde 1827 errichtet. Sie folgt dem Standardmodell Thomas Telfords für Kirchen in entlegenen Regionen (sogenannte „Parliamentary Churches“).
Keiss entwickelte sich als Fischereistandort, insbesondere für die Krabbenfischerei. Der Keiss Harbour wurde im Jahre 1831 errichtet. Zum Bauumfang zählte auch ein Lagerhaus mit Heringspökelei, die bis in die 1940er Jahre betrieben wurde. Zur Kühlung des Fangs verfügte der Hafen auch über ein Eishaus. Groome notierte in den 1880er Jahren 58 Fischerboote und 135 Fischer in Keiss.
1871 wurde 1378 Einwohner in Keiss registriert. Im Rahmen der Zensuserhebung 1961 wurde in Keiss 364 Personen gezählt. Bis 1971 sank die Einwohnerzahl leicht auf 344.

## Verkehr
Keiss liegt direkt an der A99, die von Latheron bis John o’ Groats die Ortschaften an der Ostküste von Caithness an das Fernstraßennetz anschließt. Züge der Far North Line sind in Wick und Thurso erreichbar. Nähergelegene Bahnhöfe, zum Beispiel in Watten wurden zwischenzeitlich aufgelassen.